# Mérithalle
Le mérithalle est le nom employé pour désigner l'espace entre deux nœuds sur un sarment (chaque nœud porte un œil renfermant plusieurs bourgeons).

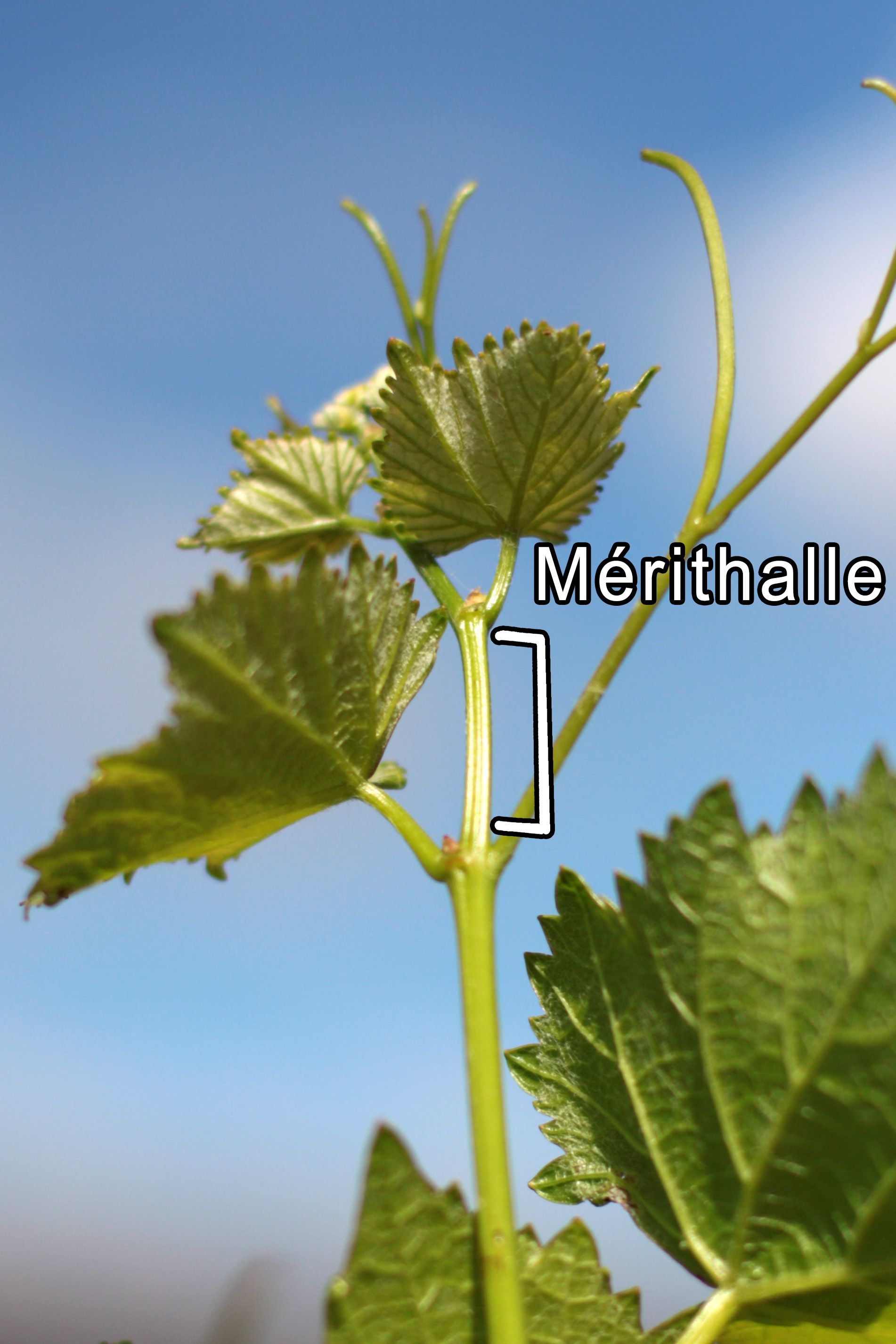
Mérithalle de vigne
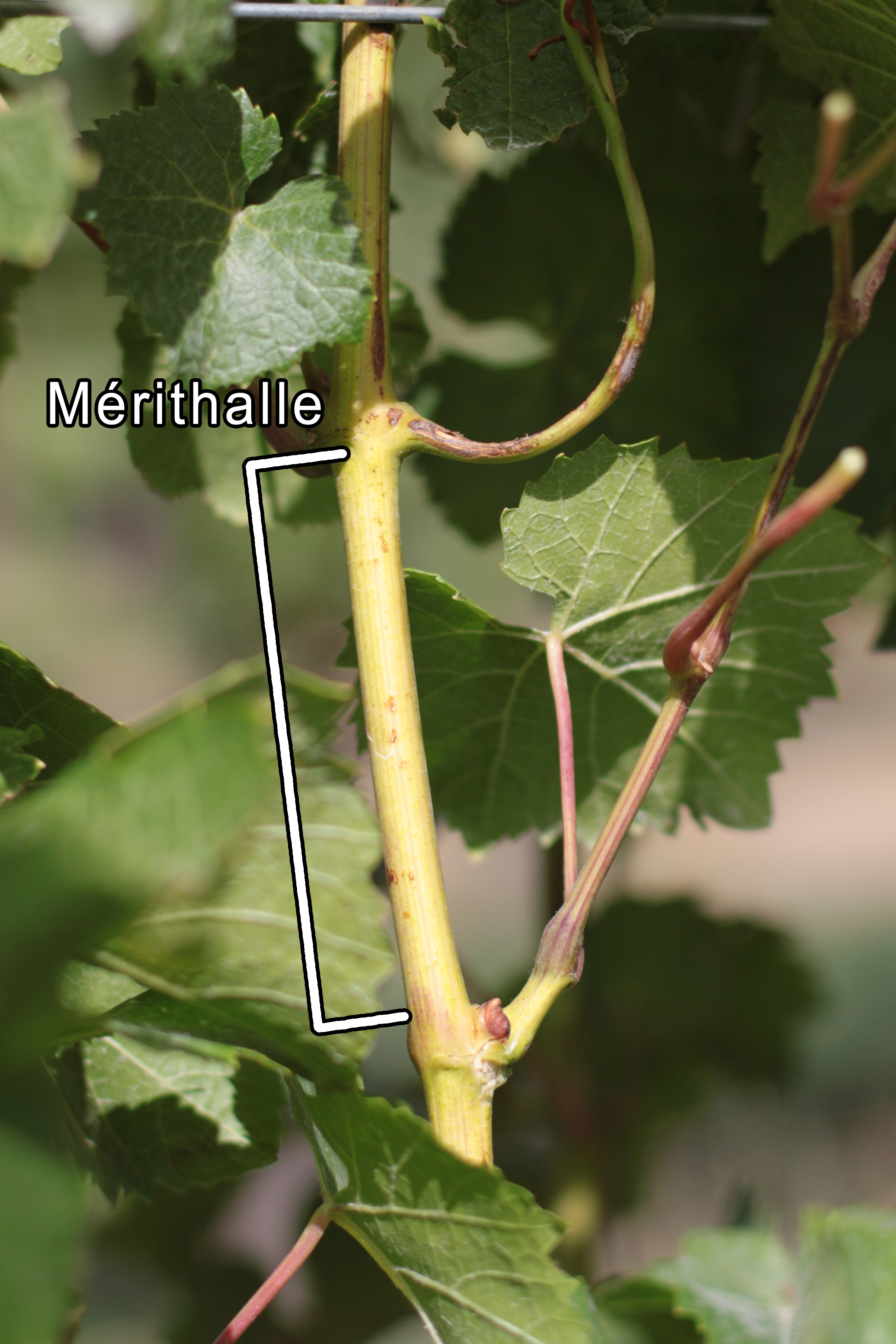
Mérithalle de vigne